# عمليات تنظيم القاعدة في أوروبا

عَلَمْ تنظيم القاعدة.

نَفذ تنظيم القاعدة عدة هجمات في أوروبا وخطط لعمليات أخرى بدول عديدة، حيث إِنْضَوَى أعضاء التنظيم بأنشطة مسلحة صُنفت كأعمال إرهابية. حيث أن تنظيم القاعدة مسؤول عن هجمات في أوروبا الغربية وروسيا ، بما في ذلك تفجيرات مدريد عام 2004، تفجيرات مترو الأنفاق في موسكو عام 2010،تفجيرات مطار دوموديدوفو الدولي 2011، وهجمات يناير 2015 في فرانسا.

## أوروبا الشرقية

### جنوب القوقاز
شارك مسلحون موالين لتنظيم القاعدة وهم من جماعة إمارة القوقاز الإسلامية في حرب الشيشانية الثانية وفي النزاعات المسلحة مثل انفصال شمال القوقاز عام 2009، وأفادت تقارير أن الشرطة الروسية ومن خلال مداهمة أمنية قتلت عنصرًا مسلحًا في جمهورية داغستان، وحسب البيان رسمي من جهاز الأمن الفيدرالي الروسي "هو منسق تنظيم القاعدة في داغستان". وكان جزائري الجنسية يُعرف باسم "دكتور محمد"، يُعتقد أنه عضو في "جماعة ولاية داغستان".

## شمال أوروبا

### السويد
في 11 ديسمبر 2010، قام شخصاً مرتبط بتنظيم القاعدة بتفجير سيارة مفخخة وحزام ناسف في ستوكهولم، أدى ذلك إلى مقتل المُنفذ وإصابة اثنين آخرين. وأفاد الإِطْفَائِيُّون أن السيارة كانت تحتوي على أسطوانة غاز، مما أدى لانفجارات متعددة. كُشف لاحقاً عن المُنفذ حيث يُدعى "تيمور عبد الوهاب العبدلي"  أصله عراقي من مواليد بغداد حصلَ على الجنسية السويدية عام 1992. وقبل تنفيذه للهجمات، أرسل بريدًا إلكترونيًا كتهديد إلى وكالة الأنباء TT يذكر فيها تورط السويد في الحرب بأفغانستان و سماحها بنشر رسومات السويدي لارش فيلكس المسيئة للرسول محمد .[بحاجة لمصدر]

### المملكة المتحدة
في عام 2003 أرسل توني بلير عربات مدرعة ومئات الجنود إلى مطار لندن هيثرو لأن أجهزة الأمن البريطانية ادعت أن هناك هجومًا مخططًا لتنظيم قاعدة. وصرح المكتب الخامس (MI5) أنهم تلقوا معلومات استخبارية مفصلة في فبراير 2003 عن مخطط لاختطاف طائرات أثناء تحليقها من أوروبا الشرقية وتوجيهها نحو مطار لندن هيثرو، أن هذه العملية كثأر ومعاقبة المملكة المتحدة بسبب دعمها حرب العراق 2003.
وحسب ما ورد كان العناصر المتهمين الذين وقفوا وراء مخطط الطائرات عبر المحيط الأطلسي 2006 على صلة بتنظيم القاعدة. وهذا المخطط لتفجير مواد سائلة، تم حملها على متن طائرات مسافرة من المملكة المتحدة إلى الولايات المتحدة وكندا ولم تُنفذ العملية. واتهم أيضًا وزير الأمن الداخلي الأمريكي (DHS) تنظيم القاعدة بالتخطيط للعملية. في سبتمبرعام 2009،تم إدانة (تانفير حسين، أسد سروار وأحمد عبد الله علي) بالتآمر لتفجير قنابل مخفية في شكل عُلب مشروبات غازية على متن طائرة تغادر من لندن متوجهة إلى أمريكا الشمالية . وزعم مسؤولون أمنيون بريطانيون وأمريكيون إن الخطة "على عكس العديد من المؤامرات الإرهابية الأوروبية التي نشأت في الآونة الأخيرة مرتبطة مباشرة بالقاعدة ويوجهها متشددون إسلاميون كبار في باكستان" .

## جنوب أوروبا

### حرب البوسنة
أثناء حرب البوسنة والهرسك 1992، يُعتقد أن تنظيم القاعدة شارك عن طريق تنظيم متطوعين كمجاهدين بوسنيين. يُعتقد أن قادة القاعدة بمن فيهم أسامة بن لادن وأيمن الظواهري قد زاروا معسكرات في البوسنة خلال الحرب. وتوافد المتطوعون من جميع أنحاء العالم إلى هناك للقتال، بما في ذلك متطوعين من دول عديدة مثل فرنسا وإندونيسيا والعراق وماليزيا والمغرب وروسيا والسعودية وإسبانيا وتايلاند والمملكة المتحدة والولايات المتحدة واليمن.

### إيطاليا
في مايو 2009، اعتقلت الشرطة الإيطالية كارابنييري شخصين من فرنسا للاشتباه في ارتكابهما مخالفات تتعلق بالهجرة، لاحقاً اُشتبه في كونهما شخصيات مهمة في تنظيم القاعدة. يُعتقد أنهم خططوا لمهاجمة مطار باريس شارل ديغول بفرنسا. وذكرت الشرطة الإيطالية أنهما "رجلين قياديين في اتصالات القاعدة في أوروبا".
عام 2012، أفاد أفراد من"بنتيتو" (مصطلح بالعامية في إيطاليا لوصف المتعاونين مع العدالة) من مافيا كامورا أن المافيا كانت على اتصال بأعضاء القاعدة وكانوا على علم بهجمات محتملة، وعَلِمت مافيا كامورا أن "شيئاً ما لطائرات كان سيحدث" في إشارة لهجمات 11 سبتمبر، وأن تنظيم القاعدة كان يخطط لتفجير قطار في إسبانيا.
في عام 2015، تم إدراج الفاتيكان كهدف محتمل لهجوم من قبل أشخاص مرتبطين بالقاعدة.

### حرب كوسوفو
تم تنظيم المقاتلين المسلمين بجيش تحرير كوسوفو أثناء حرب كوسوفو وكانوا ينحدرون من أوروبا الغربية من أصل ألباني وتركي وشمال أفريقي حيثُ تم تنظيمهم عبر قادة إسلاميين في أوروبا الغربية وكانوا متحالفين مع أسامة بن لادن وأيمن الظواهري.
وصرح رئيس جهاز استخبارات الدولة الألبانية فاتوس كلوسي "إن أسامة بن لادن كان يدير خلية في ألبانيا للمشاركة في الحرب تحت ستار منظمة إنسانية يقال إنها بدأت في عام 1994". شهد أحد أعضاء هذه الخلية وهو «كلود قادر » وأقر بوجودها أثناء محاكمته.

### إسبانيا
أسفرت سلسلة تفجيرات القطارات في مدريد 2004 عن مقتل 191 شخصًا وإصابة أكثر من 2000 آخرين. الجهة المُنفذة للتفجيرات كانت على صلة بتنظيم القاعدة  وكذلك الجماعة الإسلامية المغربية المقاتلة التابعة للقاعد، وصفت هذه العملية "بالعودة العنيفة" للقاعدة منذُ هجمات 11 سبتمبر على الولايات المتحدة. كانت المنظمة الجديدة المُنفذة للتفجيرات مكونة من منظمات جهادية أخرى على اعتماد وصلة بأسامة بن لادن الذي يتخذ قراراتهم ويوجههُم. أُعتبر أسوأ هجوم في تاريخ أوروبا. في 2 أغسطس 2012، ألقي القبض على ثلاثة أعضاء من القاعدة في مدينة ثيوداد ريال وقادس، للاشتباه في تخطيطهم لهجمات في إسبانيا ودول أوروبية أخرى. عند اعتقال أحدهم أبدى مقاومة ورُجح ان ذلك بسبب تدريبهُ العسكري.

## أوروبا الغربية
حظيت المؤامرة الإرهابية لكأس العالم 1998 بتخطيط من تنظيم القاعدة. حيث خُطط لمجموعة هجمات تستهدف كأس العالم 1998 المقام في فرنسا آنذاك تحسبت واستعدت وكالة تطبيق القانون الأوربية يوروبول للمخططات بين مارس ومايو 1998 وأحبطتها. المؤامرة دَبرتها الجماعة الإسلامية المسلحة، جنبًا إلى جنب مع زعيم القاعدة أسامة بن لادن. أُعتقل أكثر من 100 شخص في سبع دول كتبعات لنتائج للتحقيق.
في ديسمبر 2000،اعتقل أعضاء "مجموعة فرانكفورت" ،وهي خلية تابعة للقاعدة تتكون من أكثر من عشرة أشخاص من عد بلدان مثل ألمانيا وفرنسا والمملكة المتحدة. في عام 2001 صرحت الشرطة الإسبانية أنها اعتقلت«محمد بن صخرية» المشتبه في قيادته جماعة إسلامية مسلحة ووصف بأنهُ أحد أكثر المطلوبين في أوروبا. كانت المجموعة تخطط لتفجير كاتدرائية ستراسبورغ ليلة رأس السنة الميلادية.

### فرنسا
أكتوبر عام 2009، اعتقلت السلطات الفرنسية عالم فيزياء من أصل جزائري يعمل في سيرن بسبب صلاته بتنظيم القاعدة. وقال مسؤولون إنه كان على اتصال بأشخاص مرتبطين بالقاعدة في بلاد المغرب الإسلامي وخطط لهجمات. واعترف لاحقًا بأنه تواصل مع أعضاء القاعدة الموجودين في شمال إفريقيا عبر الإنترنت.
في يناير 2015، كان تنظيم القاعدة في شبه الجزيرة العربية مسؤولاً عن هجمات يناير2015 في فرنسا، بما في ذلك الهجوم على صحيفة شارلي إبدو، مما أسفر عن مقتل العشرات.

### ألمانيا
في سبتمبر عام 2009 بدأت السلطات بتشديد الإجراءات الأمنية وذلك بسبب تهديد مباشرة للحكومة الألمانية، كان التهديد من خلال شريط فيديو نشره تنظيم القاعدة، وجاء التهديد بسبب مشاركة ألمانيا في حرب أفغانستان. وصرح أسامة بن لادن:
«من المعيب أن تكون عضوًا في تحالف لا يهتم زعيمه بإراقة دماء البشر بقصف القرى عمدًا. إذا كنت قد شاهدت [عمليات القتل الجماعي] لحلفائك الأمريكيين ومساعديهم في شمال أفغانستان ... فإنك ستتفهم الأحداث الدموية التي حصلت بمدريد ولندن.»

## أنظر أيضًا
- أسامة بن لادن
- أيمن الظواهري
- جماعة الدعوة والهجرة
- القاعدة في بلاد المغرب الإسلامي
- الحرب على الإرهاب

## روابط خارجية
- مؤامرة محبطة تقدم أدلة على الغياب الأخير لهجمات إرهابية كبرى على الغرب ، الأربعاء 9 سبتمبر 2009 نسخة محفوظة 14 September 2009 على موقع واي باك مشين. .
- جهاد القاعدة في أوروبا: الشبكة الأفغانية البوسنية بقلم إيفان كولمان